# Na Ying
Na Ying (caratteri cinesi: 那英; Nā YīngP; Shenyang, 27 novembre 1967) è una cantante cinese, conosciuta a volte anche con il nome di Natasha Na.
Sebbene nata a Shenyang, nella provincia cinese del Liaoning, è di etnia Manciù e proviene dal clan Yehe Nara.
Attualmente è considerata una delle migliori cantanti cinesi in circolazione. Ha partecipato alla canzone tema per le Olimpiadi di Pechino 2008, Beijing Huanying Ni, insieme ad altre decine di artisti cinesi e delle regioni adiacenti, si è inoltre esibita alla cerimonia di chiusura delle Olimpiadi, a Pechino.

## Premi
- MTV Asia Awards, "Artista preferita della Cina Continentale" (2002)
- Golden Melody Awards, "Miglior artista donna mandarina" (2001 - per Romantic Bitterness)